# Scopula lacteisabulosa
Scopula lacteisabulosa là một loài bướm đêm trong họ Geometridae.